# شرشور جبلي

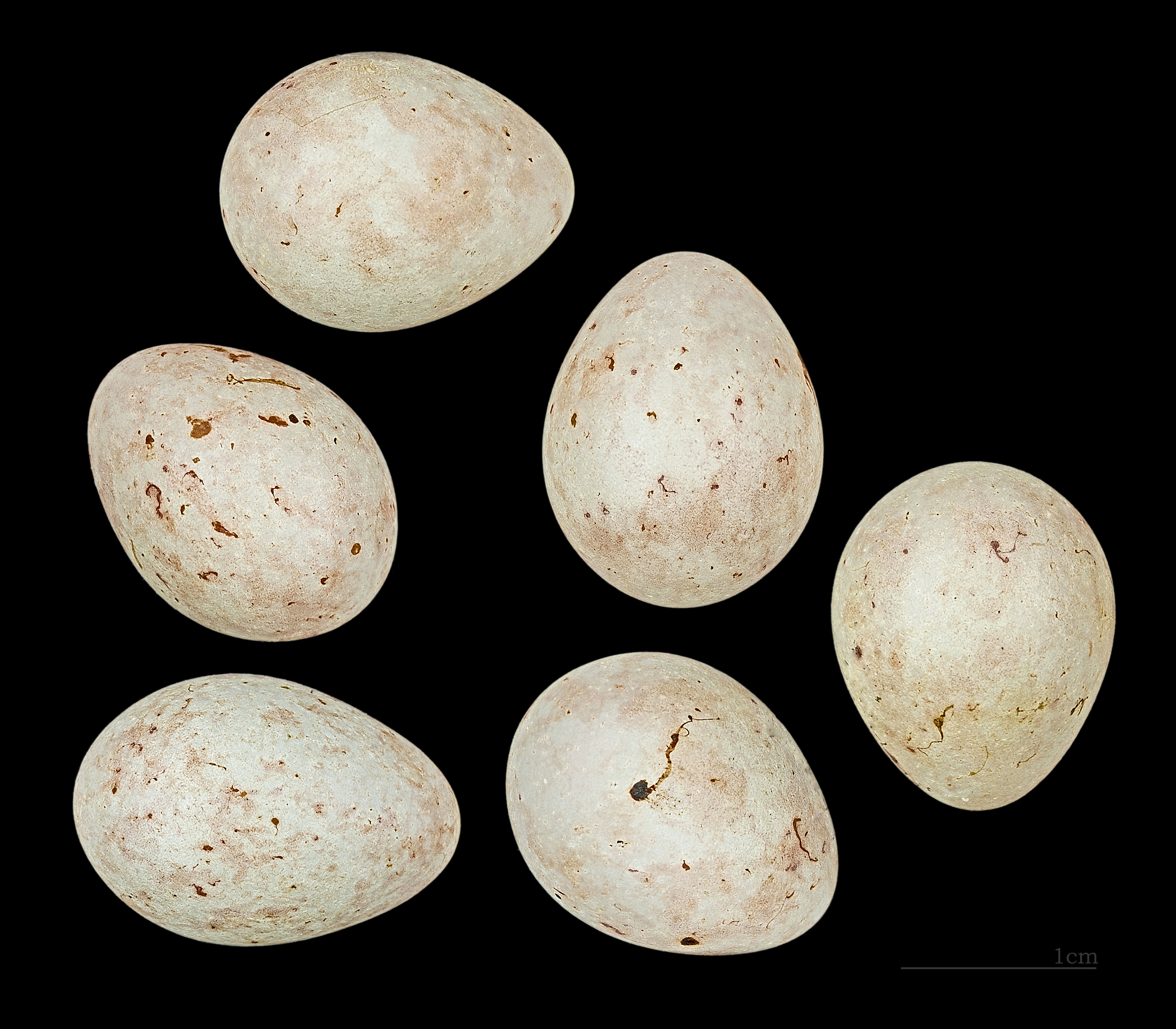
شرشور

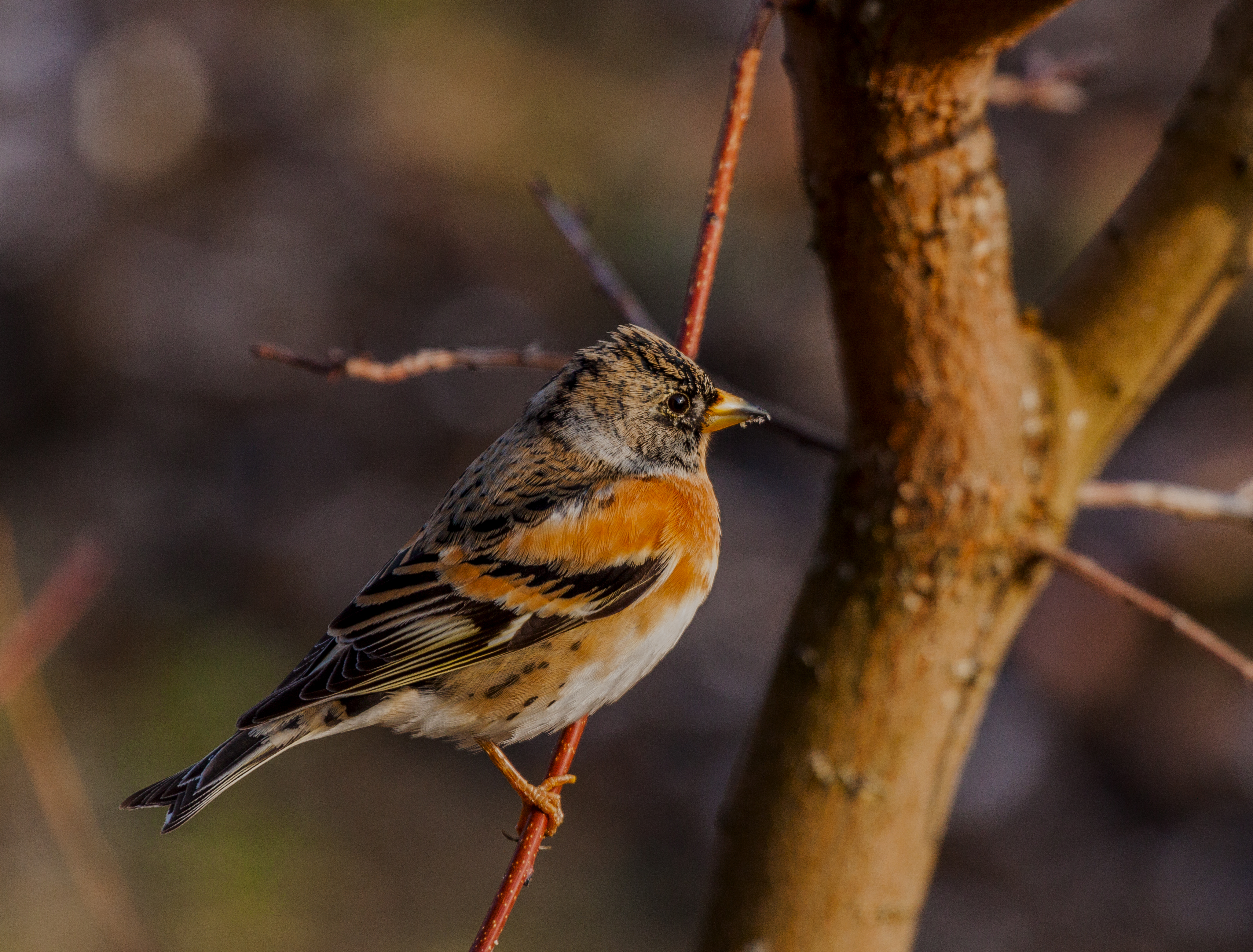
زغاري

الشرشور الجبلي أو الزَّغَاري أو بِرْقِش الأحراج ويعرف ب زانب صحراوي في تونس (الاسم العلمي: Fringilla montifringilla) (بالإنجليزية: Brambling)‏ هو طائر ينتمي إلى شرشوريات (فصيلة: Fringillidae) . يعيش أسرابًا كبيرة تجوب البلاد في طلب المصيف والمشتى. قوته الحشرات أخصها الذباب ثم بذور النباتات الزيتية أخصها البرية. يدثن عشه في الأشجار. أنثاه تبيض من ٤ إلى ٥ بيضات تحضنها بمناوبة الذكر نحو أسبوعين.